# Zombie (cocktail)
Pour les articles homonymes, voir Zombie (homonymie).
Le Zombie est un cocktail tiki composé de jus de fruits, de liqueurs et de trois rhums. Il fait sa première apparition fin 1934, inventé par Donn Beach dans son restaurant Hollywood Don the Beachcomber. , Il a été popularisé sur la côte est peu de temps après lors de l' Exposition universelle de 1939 à New York. .

## Histoire
La légende raconte que Donn Beach a initialement concocté le Zombie pour aider un client qui avait la gueule de bois à survivre à une réunion d'affaires,. Le client est revenu plusieurs jours plus tard pour se plaindre d'avoir été transformé en zombie pendant tout son voyage. Son goût doux et fruité dissimule sa teneur en alcool extrêmement élevée. Les restaurants Don the Beachcomber limitent leurs clients à deux Zombies chacun en raison de leur puissance, ce qui, selon Beach, pourrait les rendre « comme les morts-vivants »,.
Selon la recette originale, le cocktail Zombie comprenait trois types différents de rhum, du jus de citron vert, du falernum, du bitter Angostura, de l'absinthe (Pernod), de la grenadine et du « Don's Mix », une combinaison de sirop de cannelle et de jus de pamplemousse. 
Beach était très précautionneux avec ses recettes originales. Ses instructions pour ses barmen contenaient des références à des bouteilles sans étiquettes, simplement numérotées, donc le contenu n'était connu que de lui. Beach avait des raisons de s'inquiéter : une copie de Zombie nommée Monte Proser fut servie à l' Exposition Universelle de New York de 1939 par un homme qui tentait de s'en attribuer le mérite ,,.
L'historien du cocktail Jeff « Beachbum » Berry a publié certaines des recettes originales de Donn dans son livre Sippin' Safari. Berry a recherché les origines de nombreux cocktails tiki, interviewant d'anciens barmen de Don ou d'autres restaurants du mouvement tiki original. Plus précisément, Sippin' Safari détaille le développement du Zombie par Beach avec trois recettes évoluant de 1934 à 1956.

## Influence de la culture tiki
En raison de la popularité du cocktail pendant la tiki craze d'une part, et du fait que Donn a gardé sa recette secrète et l'a parfois modifiée d'autre part, il existe de nombreuses variantes du Zombie servies dans d'autres restaurants et bars (dont certaines n'ont de rapport que le nom). Le mot zombie a également commencé à être utilisé dans d'autres établissements sur le thème du tiki, tels que le Zombie Hut et le Zombie Village,.
Trader Vic a listé aussi une recette de Zombie dans son Bartender's Guide de 1947. D'autres concurrents ont créé des boissons similaires au Zombie. Au Kon-Tiki Ports de Stephen Crane à Chicago, on peut par exemple boire un The Walking Dead avec la description suivante :«Fait marcher et parler les morts. Pour ceux qui veulent une action immédiate - rencontrez le cousin germain du célèbre « Zombie ». Rhum Demerara 151. 90 ¢. " 